# Rhinebeck (Nowy Jork)
Rhinebeck – miasto w Stanach Zjednoczonych, w stanie Nowy Jork, w hrabstwie Dutchess.
Z Rhinebeck pochodzi Emma Roberts, amerykańska aktorka.